# Zamek Clermont
Zamek Clermont (fr. Château de Clermont) – jeden z francuskich zamków w dolinie Loary, w miejscowości Le Cellier. Zbudowany w XVII wieku, w drugiej połowie XX stulecia posiadłość aktora komediowego, Louisa de Funèsa.

## Historia

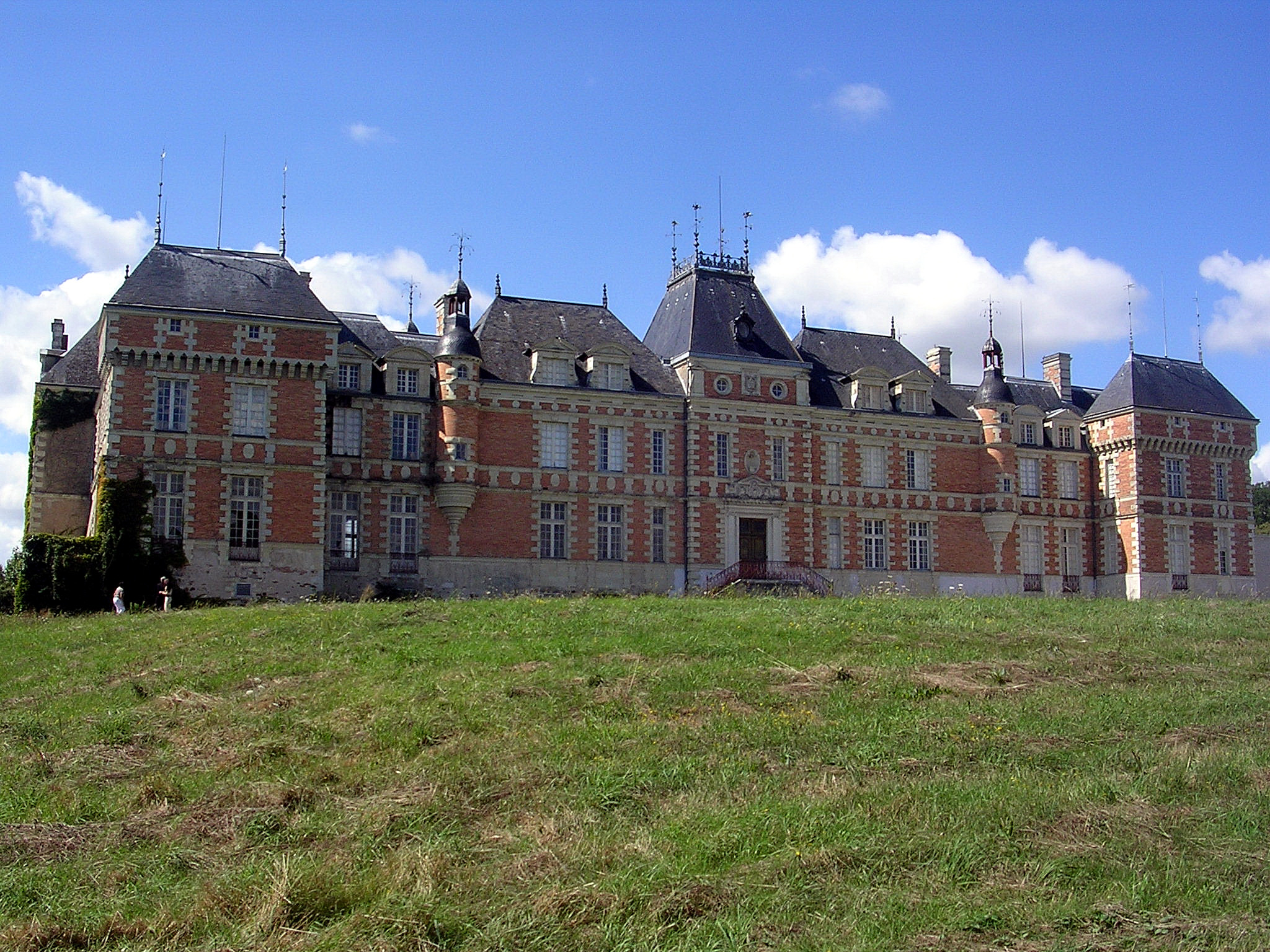
Widok na zamek od strony południowej

Według jednej z hipotez, nazwa Clermont pochodzi od francuskich słów: clair (jasny) oraz mont (góra), jako że na jednym z miejscowych wzgórz miał znajdować się klasztor, zniszczony w IX wieku podczas najazdów normańskich. Zapisy z archiwum z 1385 wspominają już o posiadłości Clairmont, należącej do niejakiego Richarda de Bocigné i założonej prawdopodobnie przez biskupstwo w Nantes.
Pierwszy zamek został zbudowany w tym miejscu w 1483, jednak nie zachowały się źródła na jego temat. W 1523 potomkowie de Bocigné’a przekazali posiadłość w ręce Christophe’a Brecela. W 1550 jego córka, Mathurine Brecel, wniosła go jako posag do małżeństwa z Jehanem Chenu i od tej pory należał do tej szlacheckiej rodziny, wielkich administratorów wojskowych i wasali książąt Kondeuszy.

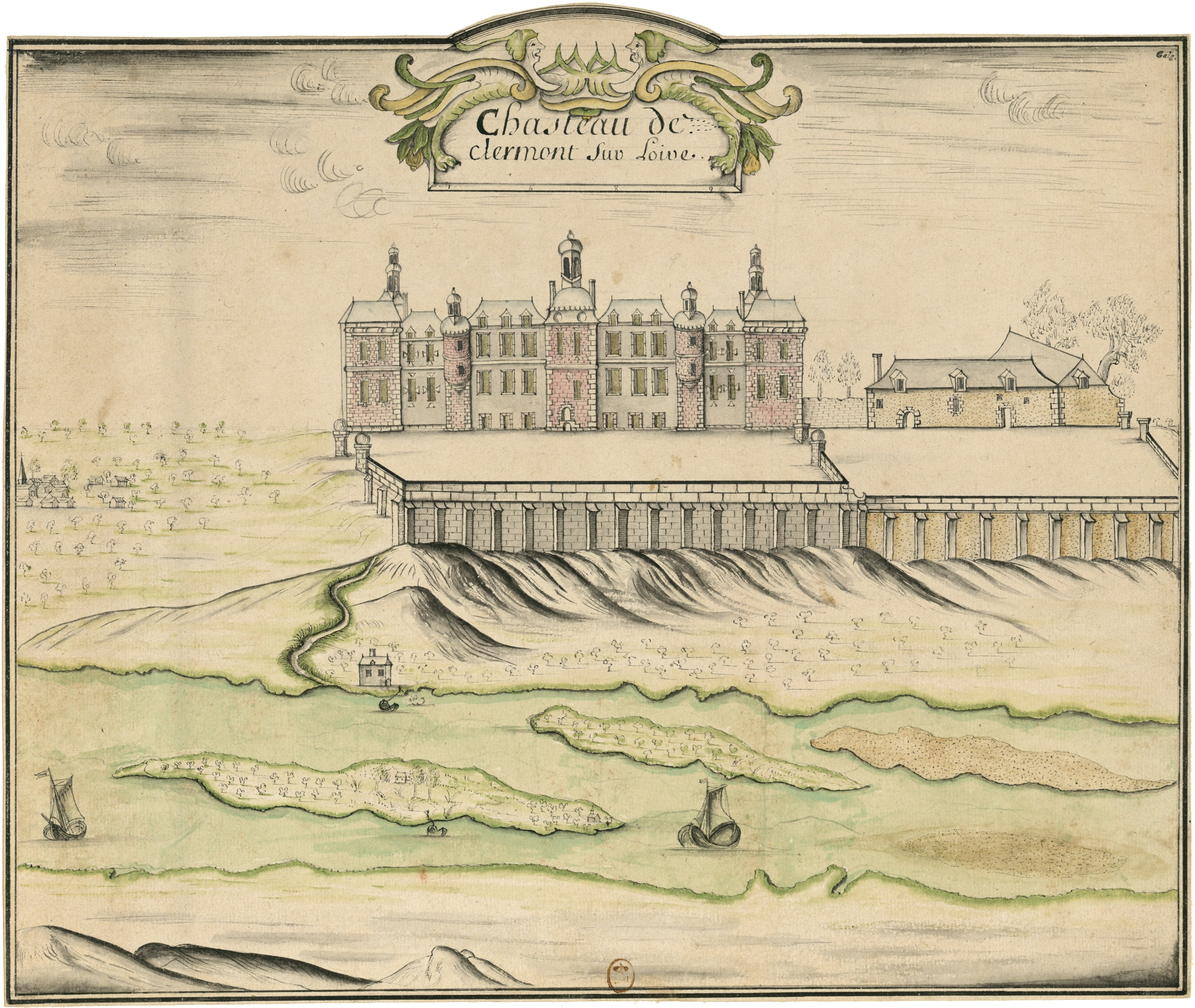
Akwarela zamku (XVII–XVIII w.)

Zamek zbudowany został w latach 1643–1649 dla René Chenu (1599–1672) i jego syna Hardy’ego Chenu (1621–1683), w czasach małoletności Ludwika XIV i regencji Anny Austriaczki, wkrótce po zwycięskiej dla Kondeuszy bitwie pod Rocroi. W 1711, poprzez małżeństwo, obiekt przeszedł w ręce rodziny Claye (Clais), zmieniając w XVIII wieku jeszcze dwukrotnie właścicieli. W czasie rewolucji francuskiej w 1791 został zajęty przez wojska republikańskie.
W 1861 zamek został sprzedany hrabiemu Léonowi Nau de Maupassantowi, ze znanej rodziny z której pochodził również pisarz Guy de Maupassant. Po jego śmierci przeszedł w ręce jego syna, Charlesa Nau de Maupassanta (1866–1941) i synowej Marie Barthélémy de Maupassant (1884–1963). Po jej bezdzietnej śmierci w 1963 posiadłość przeszła w ręce kilku dalszych spadkobierców, jednym z których była małżonka Louisa de Funèsa, Jeanne Augustine Barthélemy, siostrzenica zmarłej.
W styczniu 1967 małżeństwo de Funès zakupiło pozostałą część posiadłości. Fakt ten zbiegł się z coraz większą popularnością aktora. Pieniądze na zakup pochodziły w dużej mierze z sukcesu komercyjnego filmu Wielka włóczęga z 1966. Od 1967 do 1975 aktor dzielił czas między swoje paryskie mieszkanie a zamek. Na stałe zamieszkał w nim dopiero w 1975, po pierwszym ataku serca. W tym czasie prowadził w nim niewielkie gospodarstwo oraz ogród różany. Na zamku doznał kolejnego ataku serca w styczniu 1983, skąd przetransportowano go do szpitala w Nantes, gdzie zmarł.
Rodzina de Funès zamieszkiwała zamek do 1986, kiedy został zakupiony przez stowarzyszenie zajmujące się hospitalizacją, Association pour le développement des alternatives à l’hospitalisation (ADAH). W 2005 posiadłość zakupił prywatny deweloper celem umieszczenia w niej luksusowych apartamentów. W latach 2013–2016 w części budynku działało Muzeum Louisa de Funèsa (Le Musée de Louis de Funès).
W listopadzie 1941 obiekt został sklasyfikowany jako monument historique.

## Architektura
Wzniesiony w XVII wieku zamek reprezentuje styl Ludwika XIII, znany m.in. z paryskiego Place des Vosges. Charakterystycznymi jego elementami jest elewacja złożona z czerwonej cegły i białego kamienia oraz wysoki dach. Bryła zamku składa się z korpusu głównego oraz dwóch pawilonów bocznych. Dodatkowo, w skład zabudowań wchodzą stajnie, szklarnie oraz budynki gospodarcze.
W korpusie głównym znajduje się obszerna klatka schodowa. Po jej prawej stronie usytuowana była kuchnia, natomiast po lewej kaplica, z zachowanym oryginalnym ołtarzem. W prawym pawilonie na pierwszym piętrze znajdowała się sala przeznaczona na bale i tańce.